# Planistromella zonata
Planistromella zonata är en svampart som först beskrevs av Ellis & Everh., och fick sitt nu gällande namn av Aptroot 2006. Planistromella zonata ingår i släktet Planistromella och familjen Planistromellaceae.   Inga underarter finns listade i Catalogue of Life.